# Pleito estratégico contra la participación pública
Un pleito (o litigio) estratégico contra la participación pública, conocido como 'SLAPP' por sus siglas en inglés (strategic lawsuit against public participation), es un pleito cuya intención es la intimidación y silenciamiento de los críticos, habitualmente periodistas, activistas, sindicalistas, oposición política o víctimas de abuso sexual, que pueden desistir de sus objetivos ante la presión jurídica, el elevado costo de su defensa legal, y por tanto, acaben abandonando su oposición o crítica y autocensurándose.
En los mecanismos de SLAPP, el demandante normalmente no espera ganar la demanda. Los objetivos del demandante se logran si el demandado sucumbe al miedo, la intimidación, los crecientes costos legales o el simple agotamiento y abandona la crítica. En algunos casos, los repetidos litigios contra un demandado pueden aumentar el costo del seguro de responsabilidad de directores y funcionarios para esa parte, interfiriendo con la capacidad de operación de una organización. Un SLAPP también puede intimidar a otros para que no participen en el debate. Una SLAPP suele ir precedida de una amenaza legal. Las SLAPP generan preocupaciones sobre la libertad de expresión y el ejercicio pleno de los derechos fundamentales debido a su efecto paralizador y, a menudo, son difíciles de filtrar y penalizar porque los demandantes intentan ofuscar su intención de censurar, intimidar o silenciar a sus críticos. 
Para proteger la libertad de expresión, algunas jurisdicciones han aprobado leyes anti-SLAPP (a menudo llamadas leyes SLAPP-back). Estas leyes a menudo funcionan permitiendo que un acusado presente un recurso de amparo o una moción de anulación o desestimación con el argumento de que el caso involucra una expresión protegida sobre un asunto de interés público. El demandante asume entonces la carga de demostrar una probabilidad de que prevalezcan. Si los demandantes no cumplen con su carga, su reclamo se desestima y se les puede exigir que paguen una multa por presentar el caso.

## Definición
La Comisión Europea considera a los litigios estratégicos contra la participación pública como “demandas infundadas o exageradas y otras formas legales de intimidación iniciadas por órganos estatales, corporaciones comerciales y personas en el poder contra partes más débiles —periodistas, organizaciones de la sociedad civil, defensores de los derechos humanos y otros— que expresan críticas o transmiten mensajes incómodos a los poderosos, sobre un asunto público”.

## Objetivos
Ganar la demanda no es necesariamente la intención de la persona o empresa que presenta el pleito. Las metas del demandante se consiguen si la parte demandada sucumbe al miedo, la intimidación, el total de los costes legales o simplemente se agota y abandona la crítica. Estos pleitos también pueden intimidar a otros de participar en la denuncia, el debate y la crítica ante los costes económicos, laborales y personales. Es decir, el objetivo no es ganar el caso, sino intimidar, atemorizar, cansar y consumir sus recursos financieros y también psicológicos de los denunciados para así conseguir el desitimiento de la publicación, reivindicación o demanda y por tanto, de conseguir el silencio.
Otros elementos ampliamente mencionados de una SLAPP son la efectividad real para silenciar a los críticos, el momento de la demanda, la inclusión de demandados adicionales o falsos (como familiares o anfitriones de demandados legítimos), la inclusión de demandantes sin ningún reclamo real (como corporaciones que están afiliados a demandantes legítimos), hacer afirmaciones que son muy difíciles de refutar o basarse en ningún registro escrito, redacción ambigua o deliberadamente alterada que permite a los demandantes hacer acusaciones espurias sin temor a perjurio, negativa a considerar cualquier acuerdo (o nada menos que efectivo) , caracterización de todas las ofertas para llegar a un acuerdo como demandas de descubrimiento poco sinceras, extensas e innecesarias, intentos de identificar críticos anónimos o seudónimos, apelaciones sobre cuestiones de derecho menores y demandas de fallos amplios cuando se acepta la apelación sobre cuestiones de derecho menores. En algunos casos, está claro que los demandantes están intentando agotar a los demandados de sus recursos financieros haciendo que la demanda sea lo más costosa posible, y en estos casos el motivo del demandante puede no ser una victoria legal, sino simplemente hacer perder el tiempo y el dinero del demandado.

## Por jurisdicción

### Estados Unidos
De acuerdo con el juez de la Corte Suprema de Nueva York Nicholas J. Colabella, el 'SLAPP' es "similar a una pistola en la cabeza, una amenaza mayor a la expresión de la Primera Enmienda puede ser difícilmente imaginada". Diversas jurisdicciones han hecho estos actos ilegales.
El acrónimo SLAPP fue acuñado en la década de 1980 por los profesores de la Universidad de Denver Penelope Canan y George W. Pring.
En los Estados Unidos, en los últimos años,[¿cuándo?] varios estados y el Distrito de Columbia han ido aprobando leyes Anti-SLAPP, diseñadas para eliminar demandas frívolas contra la participación pública y la libertad de expresión. Se trata de unas leyes que buscan proteger el derecho fundamental de la libertad de expresión e información sobre asuntos de interés público. Esta legislación permite un proceso expeditivo y la recuperación de las costas legales.
“Son leyes muy importantes porque dan a los periodistas y a los ciudadanos la tranquilidad de que si hablan o escriben sobre un tema de interés público, tienen protección legal. Sin estas leyes, los periodistas no podrían informar por miedo a ser demandados y tener que gastar mucho dinero en abogados”, explica Katie Townsend, directora de Litigación de RCFP, organización que ha participado en varios casos.

### Unión Europea
En 2022 la constatación de la presión mediante pleitos y recursos en la vía judicial tanto a periodistas, activistas, sincialistas y oposición política hizo reaccionar a la Comisión Europea ante el aumento de los litigios estratégicos. Estos litigios estratégicos se plantean por las grandes empresas, élites económicas, partidos en el gobierno contra la participación pública, la libertad de expresión y por tanto ponen cortapisas a la participación democrática.
La Comisión Europea considera los litigios estratégicos como un problema que “amenaza a los valores democráticos y derechos fundamentales”. 
Estos litigios se realizan por grupos de poder para impulsar demandas contra periodistas, defensores de derechos humanos o activistas”.
En España han recibido estos litigios numerosas organizaciones civiles y personas. La Associació per a la Transparència i la Qualitat Democràtica, entidad sin actividad más allá de los litigios estratégicos y que se relaciona con la grupo de empresas Agbar, ha interpuesto litigios estratégico contra el Observatori DESC, Enginyeria Sense Fronteres, Plataforma de afectados por la hipoteca de Barcelona y L'Aliança contra la Pobresa Energètica. La empresa de aguas Agbar utiliza esta herramienta paralegal para defender la privatización del agua. Otras litigios fueron Iberdrola contra el periódico El Confidencial.

#### Iniciativa Europea contra los SLAPP
La iniciativa de la Comisión Europea EU action against abusive litigation (SLAPP) targeting journalists and rights defenders, es una propuesta que pretende convertirse en directiva que superó la consulta pública (entre octubre de 2021 y enero de 2022) y en la que han participado 146 entidades entre ciudadanos particulares, organizaciones no gubernamentales, autoridades públicas y sindicatos. 
La organización británica Civil Liberties, planteó un texto base para la futura directiva con una serie de herramientas, sobre todo a nivel judicial, con las que proteger a periodistas y activistas frente a estos litigios abusivos.